# Liste der Landschaftsschutzgebiete in Rosenheim
In Rosenheim gibt es drei Landschaftsschutzgebiete. (Stand: November 2018)

## Hinweise zu den Angaben in der Tabelle
- Gebietsname: Amtliche Bezeichnung des Schutzgebietes
- Bild/Commons: Bild und Link zu weiteren Bildern aus dem Schutzgebiet
- LSG-ID: Amtliche Nummer des Schutzgebietes
- WDPA-ID: Link zum Eintrag des Schutzgebietes in der World Database on Protected Areas
- Wikidata: Link zum Wikidata-Eintrag des Schutzgebietes
- Ausweisung: Datum der Ausweisung als Schutzgebiet
- Gemeinde(n): Gemeinden, auf denen sich das Schutzgebiet befindet
- Lage: Geografischer Standort
- Fläche: Gesamtfläche des Schutzgebietes in Hektar
- Flächenanteil: Anteilige Flächen des Schutzgebietes in Landkreisen/Gemeinden, Angabe in % der Gesamtfläche
- Bemerkung: Besonderheiten und Anmerkungen

Bis auf die Spalte Lage sind alle Spalten sortierbar.
| Gebietsname                                           | Bild/Commons   | LSG-ID       | WDPA-ID | Wikidata  | Ausweisung | Gemeinde(n) | Lage     | Fläche ha | Flächenanteil     | Bemerkung |
| ----------------------------------------------------- | -------------- | ------------ | ------- | --------- | ---------- | ----------- | -------- | --------- | ----------------- | --------- |
| LSG Innauen-Nord                                      |                | LSG-00458.01 | 395966  | Q59643491 | 1992       |             | Position | 73,3      | Rosenheim (100 %) |           |
| LSG Innauen-Süd                                       | weitere Bilder | LSG-00516.01 | 396027  | Q59643711 | 1998       |             | Position | 256,88    | Rosenheim (100 %) |           |
| Schutz der Grünflächen an der Mangfall (LSG Mangfall) | weitere Bilder | LSG-00322.01 | 395809  | Q59643417 | 1981       |             | Position | 98,89     | Rosenheim (100 %) |           |